# Фудбалска репрезентација Лесота
Фудбалска репрезентација Лесота (енгл. Lesotho national football team; сот. Sehlopha sa bolo ea maoto Lesotho) национални је фудбалски тим који на међународној фудбалској сцени представља афричку државу Лесото. Делује под ингеренцијом Фудбалског савеза Лесота који је основан 1932, а у пуноправном чланству КАФ и ФИФА је од 1963, односно од 1964. године.
Репрезентација је позната под надимком Likuena (Крокодили), националне боје су плава, зелена и бела, а своје домаће утакмице тим игра на националном стадиону Сетсото у Масеруу капацитета око 20.000 места. ФИФА кôд земље је LES. Најбољи пласман на ФИФА ранг листи репрезентација Лесота остварила је у августу 2014. када је заузимала 105. место, док је најлошији пласман имала током августа 2011. када је заузимала 185. место.
Репрезентација Лесота се у досадашњој историји никада није пласирала на неко од светских или континенталних првенстава.

## Резултати на светским првенствима
| ФИФА светско првенство | ФИФА светско првенство    | ФИФА светско првенство    | ФИФА светско првенство    | ФИФА светско првенство    | ФИФА светско првенство    | ФИФА светско првенство    | ФИФА светско првенство    | ФИФА светско првенство    |                       | Квалификације за светска првенства | Квалификације за светска првенства | Квалификације за светска првенства | Квалификације за светска првенства | Квалификације за светска првенства | Квалификације за светска првенства |
| Година                 | Коло                      | Пласман                   | Ут                        | П                         | Н                         | И                         | Гол+                      | Гол-                      | Ут                    | П                                  | Н                                  | И                                  | Гол+                               | Гол-                               |                                    |
| ---------------------- | ------------------------- | ------------------------- | ------------------------- | ------------------------- | ------------------------- | ------------------------- | ------------------------- | ------------------------- | --------------------- | ---------------------------------- | ---------------------------------- | ---------------------------------- | ---------------------------------- | ---------------------------------- | ---------------------------------- |
| 1930−1970.             | Нису учествовали          | Нису учествовали          | Нису учествовали          | Нису учествовали          | Нису учествовали          | Нису учествовали          | Нису учествовали          | Нису учествовали          | Нису учествовали      | Нису учествовали                   | Нису учествовали                   | Нису учествовали                   | Нису учествовали                   | Нису учествовали                   |                                    |
| 1974.                  | Нису се квалификовали     | Нису се квалификовали     | Нису се квалификовали     | Нису се квалификовали     | Нису се квалификовали     | Нису се квалификовали     | Нису се квалификовали     | Нису се квалификовали     | 2                     | 0                                  | 1                                  | 1                                  | 1                                  | 6                                  |                                    |
| 1978.                  | Нису учествовали          | Нису учествовали          | Нису учествовали          | Нису учествовали          | Нису учествовали          | Нису учествовали          | Нису учествовали          | Нису учествовали          | Нису учествовали      | Нису учествовали                   | Нису учествовали                   | Нису учествовали                   | Нису учествовали                   | Нису учествовали                   |                                    |
| 1982.                  | Нису се квалификовали     | Нису се квалификовали     | Нису се квалификовали     | Нису се квалификовали     | Нису се квалификовали     | Нису се квалификовали     | Нису се квалификовали     | Нису се квалификовали     | 2                     | 0                                  | 1                                  | 1                                  | 1                                  | 4                                  |                                    |
| 1986.                  | Одустали од квалификација | Одустали од квалификација | Одустали од квалификација | Одустали од квалификација | Одустали од квалификација | Одустали од квалификација | Одустали од квалификација | Одустали од квалификација | Нису се квалификовали | Нису се квалификовали              | Нису се квалификовали              | Нису се квалификовали              | Нису се квалификовали              | Нису се квалификовали              |                                    |
| 1990.                  | Одустали од квалификација | Одустали од квалификација | Одустали од квалификација | Одустали од квалификација | Одустали од квалификација | Одустали од квалификација | Одустали од квалификација | Одустали од квалификација | Нису се квалификовали | Нису се квалификовали              | Нису се квалификовали              | Нису се квалификовали              | Нису се квалификовали              | Нису се квалификовали              |                                    |
| 1994.                  | Нису учествовали          | Нису учествовали          | Нису учествовали          | Нису учествовали          | Нису учествовали          | Нису учествовали          | Нису учествовали          | Нису учествовали          | Нису учествовали      | Нису учествовали                   | Нису учествовали                   | Нису учествовали                   | Нису учествовали                   | Нису учествовали                   |                                    |
| 1998.                  | Нису учествовали          | Нису учествовали          | Нису учествовали          | Нису учествовали          | Нису учествовали          | Нису учествовали          | Нису учествовали          | Нису учествовали          | Нису учествовали      | Нису учествовали                   | Нису учествовали                   | Нису учествовали                   | Нису учествовали                   | Нису учествовали                   |                                    |
| 2002.                  | Нису се квалификовали     | Нису се квалификовали     | Нису се квалификовали     | Нису се квалификовали     | Нису се квалификовали     | Нису се квалификовали     | Нису се квалификовали     | Нису се квалификовали     | 2                     | 0                                  | 0                                  | 2                                  | 0                                  | 3                                  |                                    |
| 2006.                  | Нису се квалификовали     | Нису се квалификовали     | Нису се квалификовали     | Нису се квалификовали     | Нису се квалификовали     | Нису се квалификовали     | Нису се квалификовали     | Нису се квалификовали     | 2                     | 0                                  | 1                                  | 1                                  | 1                                  | 4                                  |                                    |
| 2010.                  | Нису се квалификовали     | Нису се квалификовали     | Нису се квалификовали     | Нису се квалификовали     | Нису се квалификовали     | Нису се квалификовали     | Нису се квалификовали     | Нису се квалификовали     | 6                     | 0                                  | 0                                  | 6                                  | 2                                  | 16                                 |                                    |
| 2014.                  | Нису се квалификовали     | Нису се квалификовали     | Нису се квалификовали     | Нису се квалификовали     | Нису се квалификовали     | Нису се квалификовали     | Нису се квалификовали     | Нису се квалификовали     | 8                     | 2                                  | 3                                  | 3                                  | 7                                  | 17                                 |                                    |
| 2018.                  | Нису се квалификовали     | Нису се квалификовали     | Нису се квалификовали     | Нису се квалификовали     | Нису се квалификовали     | Нису се квалификовали     | Нису се квалификовали     | Нису се квалификовали     | 2                     | 0                                  | 2                                  | 0                                  | 1                                  | 1                                  |                                    |
| 2022.                  | Биће одлучено             | Биће одлучено             | Биће одлучено             | Биће одлучено             | Биће одлучено             | Биће одлучено             | Биће одлучено             | Биће одлучено             | Биће одлучено         | Биће одлучено                      | Биће одлучено                      | Биће одлучено                      | Биће одлучено                      | Биће одлучено                      |                                    |
| 2026.                  | Биће одлучено             | Биће одлучено             | Биће одлучено             | Биће одлучено             | Биће одлучено             | Биће одлучено             | Биће одлучено             | Биће одлучено             | Биће одлучено         | Биће одлучено                      | Биће одлучено                      | Биће одлучено                      | Биће одлучено                      | Биће одлучено                      |                                    |
| Укупно                 |                           | 0/21                      |                           |                           |                           |                           |                           |                           | 24                    | 2                                  | 8                                  | 14                                 | 14                                 | 54                                 |                                    |

## Афрички куп нација
| Успеси на Афричком купу нација | Успеси на Афричком купу нација | Успеси на Афричком купу нација | Успеси на Афричком купу нација | Успеси на Афричком купу нација | Успеси на Афричком купу нација | Успеси на Афричком купу нација | Успеси на Афричком купу нација | Успеси на Афричком купу нација |
| Година                         | Коло                           | Пласман                        | Ут                             | П                              | Н                              | И                              | Гол+                           | Гол-                           |
| ------------------------------ | ------------------------------ | ------------------------------ | ------------------------------ | ------------------------------ | ------------------------------ | ------------------------------ | ------------------------------ | ------------------------------ |
| 1957−1972.                     | Нису учествовали               | Нису учествовали               | Нису учествовали               | Нису учествовали               | Нису учествовали               | Нису учествовали               | Нису учествовали               | Нису учествовали               |
| 1974.                          | Нису се квалификовали          | Нису се квалификовали          | Нису се квалификовали          | Нису се квалификовали          | Нису се квалификовали          | Нису се квалификовали          | Нису се квалификовали          | Нису се квалификовали          |
| 1976.                          | Одустали од наступа            | Одустали од наступа            | Одустали од наступа            | Одустали од наступа            | Одустали од наступа            | Одустали од наступа            | Одустали од наступа            | Одустали од наступа            |
| 1978.                          | Нису учествовали               | Нису учествовали               | Нису учествовали               | Нису учествовали               | Нису учествовали               | Нису учествовали               | Нису учествовали               | Нису учествовали               |
| 1980.                          | Нису се квалификовали          | Нису се квалификовали          | Нису се квалификовали          | Нису се квалификовали          | Нису се квалификовали          | Нису се квалификовали          | Нису се квалификовали          | Нису се квалификовали          |
| 1982.                          | Нису се квалификовали          | Нису се квалификовали          | Нису се квалификовали          | Нису се квалификовали          | Нису се квалификовали          | Нису се квалификовали          | Нису се квалификовали          | Нису се квалификовали          |
| 1984.                          | Одустали од квалификација      | Одустали од квалификација      | Одустали од квалификација      | Одустали од квалификација      | Одустали од квалификација      | Одустали од квалификација      | Одустали од квалификација      | Одустали од квалификација      |
| 1986.                          | Нису учествовали               | Нису учествовали               | Нису учествовали               | Нису учествовали               | Нису учествовали               | Нису учествовали               | Нису учествовали               | Нису учествовали               |
| 1988.                          | Одустали од квалификација      | Одустали од квалификација      | Одустали од квалификација      | Одустали од квалификација      | Одустали од квалификација      | Одустали од квалификација      | Одустали од квалификација      | Одустали од квалификација      |
| 1990.                          | Нису учествовали               | Нису учествовали               | Нису учествовали               | Нису учествовали               | Нису учествовали               | Нису учествовали               | Нису учествовали               | Нису учествовали               |
| 1992.                          | Нису учествовали               | Нису учествовали               | Нису учествовали               | Нису учествовали               | Нису учествовали               | Нису учествовали               | Нису учествовали               | Нису учествовали               |
| 1994.                          | Нису се квалификовали          | Нису се квалификовали          | Нису се квалификовали          | Нису се квалификовали          | Нису се квалификовали          | Нису се квалификовали          | Нису се квалификовали          | Нису се квалификовали          |
| 1996.                          | Напустили квалификације        | Напустили квалификације        | Напустили квалификације        | Напустили квалификације        | Напустили квалификације        | Напустили квалификације        | Напустили квалификације        | Напустили квалификације        |
| 1998.                          | Суспендовани од стране КАФ     | Суспендовани од стране КАФ     | Суспендовани од стране КАФ     | Суспендовани од стране КАФ     | Суспендовани од стране КАФ     | Суспендовани од стране КАФ     | Суспендовани од стране КАФ     | Суспендовани од стране КАФ     |
| 2000.                          | Нису се квалификовали          | Нису се квалификовали          | Нису се квалификовали          | Нису се квалификовали          | Нису се квалификовали          | Нису се квалификовали          | Нису се квалификовали          | Нису се квалификовали          |
| 2002.                          | Нису се квалификовали          | Нису се квалификовали          | Нису се квалификовали          | Нису се квалификовали          | Нису се квалификовали          | Нису се квалификовали          | Нису се квалификовали          | Нису се квалификовали          |
| 2004.                          | Нису се квалификовали          | Нису се квалификовали          | Нису се квалификовали          | Нису се квалификовали          | Нису се квалификовали          | Нису се квалификовали          | Нису се квалификовали          | Нису се квалификовали          |
| 2006.                          | Нису се квалификовали          | Нису се квалификовали          | Нису се квалификовали          | Нису се квалификовали          | Нису се квалификовали          | Нису се квалификовали          | Нису се квалификовали          | Нису се квалификовали          |
| 2008.                          | Нису се квалификовали          | Нису се квалификовали          | Нису се квалификовали          | Нису се квалификовали          | Нису се квалификовали          | Нису се квалификовали          | Нису се квалификовали          | Нису се квалификовали          |
| 2010.                          | Нису се квалификовали          | Нису се квалификовали          | Нису се квалификовали          | Нису се квалификовали          | Нису се квалификовали          | Нису се квалификовали          | Нису се квалификовали          | Нису се квалификовали          |
| 2012.                          | Нису учествовали               | Нису учествовали               | Нису учествовали               | Нису учествовали               | Нису учествовали               | Нису учествовали               | Нису учествовали               | Нису учествовали               |
| 2013.                          | Нису се квалификовали          | Нису се квалификовали          | Нису се квалификовали          | Нису се квалификовали          | Нису се квалификовали          | Нису се квалификовали          | Нису се квалификовали          | Нису се квалификовали          |
| 2015.                          | Нису се квалификовали          | Нису се квалификовали          | Нису се квалификовали          | Нису се квалификовали          | Нису се квалификовали          | Нису се квалификовали          | Нису се квалификовали          | Нису се квалификовали          |
| 2017.                          | Нису се квалификовали          | Нису се квалификовали          | Нису се квалификовали          | Нису се квалификовали          | Нису се квалификовали          | Нису се квалификовали          | Нису се квалификовали          | Нису се квалификовали          |
| 2019.                          | Квалификације у току           | Квалификације у току           | Квалификације у току           | Квалификације у току           | Квалификације у току           | Квалификације у току           | Квалификације у току           | Квалификације у току           |
| 2021.                          | Будући догађај                 | Будући догађај                 | Будући догађај                 | Будући догађај                 | Будући догађај                 | Будући догађај                 | Будући догађај                 | Будући догађај                 |
| 2023.                          | Будући догађај                 | Будући догађај                 | Будући догађај                 | Будући догађај                 | Будући догађај                 | Будући догађај                 | Будући догађај                 | Будући догађај                 |
| Укупно                         |                                | 0/31                           |                                |                                |                                |                                |                                |                                |